# Acequia de Favara
La Acequia de Favara es una de las ocho acequias de la Vega de Valencia (España) que están bajo la jurisdicción del Tribunal de las Aguas de Valencia. Su origen está en el río Turia, en término municipal de Cuart de Poblet. Riega las huertas y campos de la margen derecha del antiguo río Turia dominados por esta acequia hasta la acequia de Rovella y los arrozales de la Albufera de Valencia.

## Datos

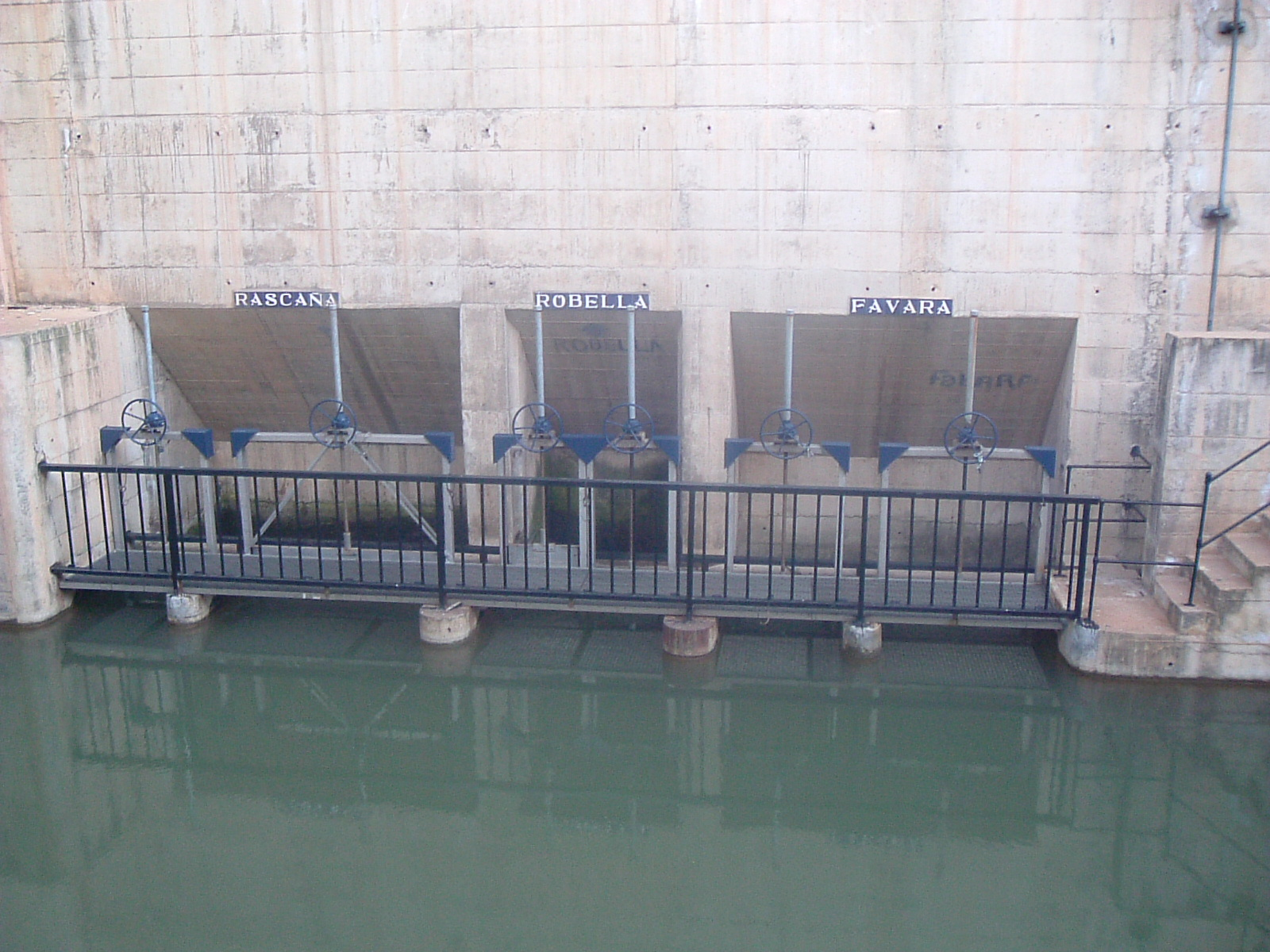
Toma de la acequia Favara margen izquierda

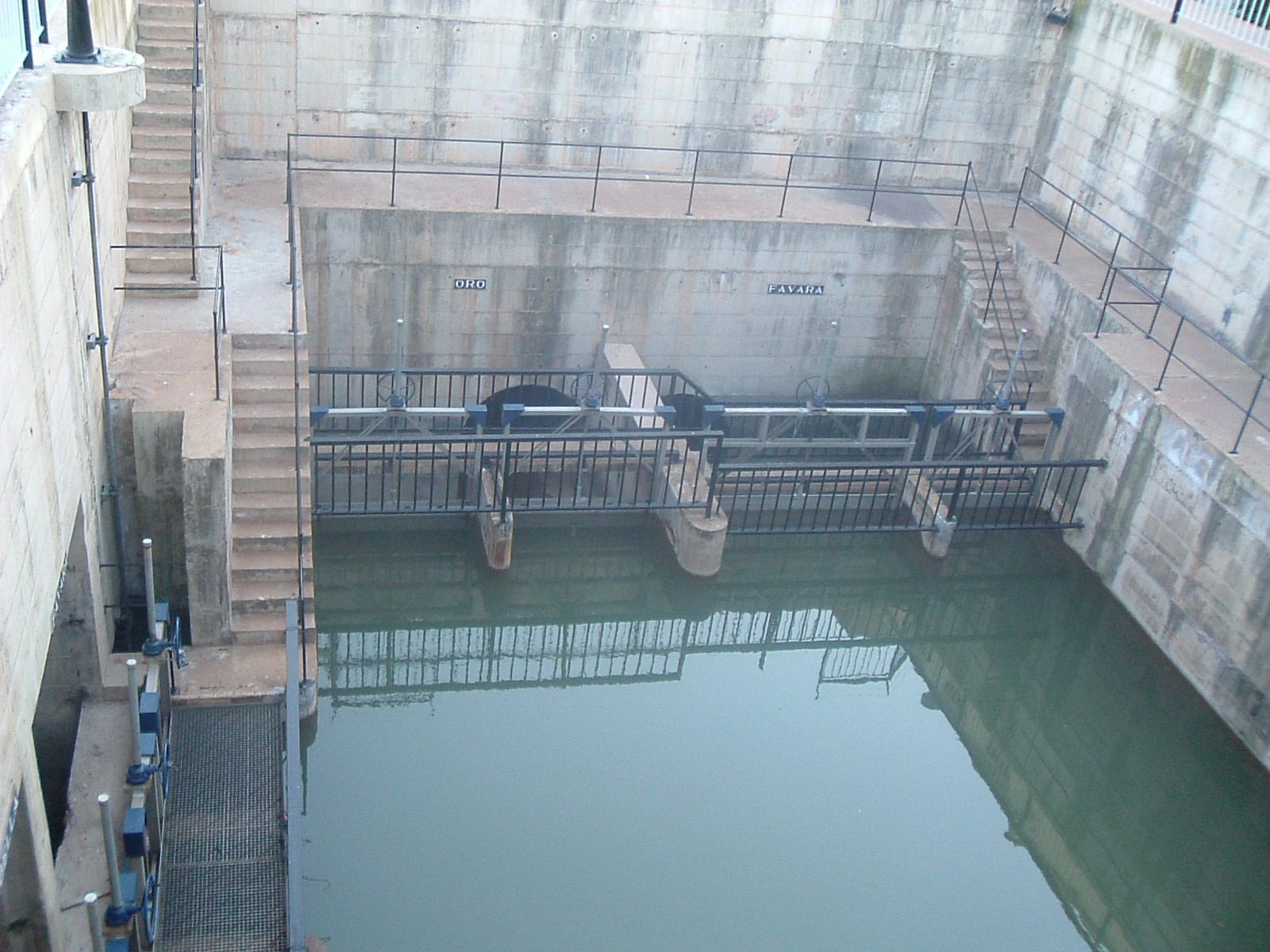
Toma de la acequia Favara margen derecha

El trazado de la acequia fue modificado muy seriamente por las obras del Plan Sur, nombre que se asignó al Nuevo Cauce del río Turia, que dividió las tierras regadas por medio, quedando unas al norte del Nuevo Cauce y la gran parte al Sur. Su origen actual está en el Azud del Repartiment, en Cuart de Poblet, donde parten dos ramales principales de la acequia.
El azud de la toma histórico es el único que está desaparecido con la construcción del Nuevo Cauce, y se ubicaba aproximadamente donde está ahora el campo de tiro de Quart, junto a la mota izquierda de separación entre el nuevo y el viejo cauce del Turia; los escombros acumulados en el viejo cauce en este punto mantienen al viejo azud enterrado bajo toneladas de materiales desde la terminación de las obras en 1970. A pesar de ello, fue declarado como Bien de Interés Cultural el 7 de octubre de 2004, por lo que su situación actual (enterrado) hace que pueda ser preservado íntegramente para las generaciones venideras, sin alteraciones.

## Ramal izquierdo
Que llamaremos Favara Izquierda cruza en sifón bajo el Plan Sur y cruza la Partida de l'Alitrà de Quart y la Partida del Quint de Mislata, donde discurre por su trazado histórico; es probablemente la única zona regable que queda de esta acequia por esta parte. Sigue enterrada por lo que ahora es el Camino de Favara, junto al Parque de la Canaleta de Mislata, girar hacia el sur por la calle Padre Llansol y hacia el este para pasar por la pared norte de la Papelera Payá, donde es visible al descubierto todavía. Se entierra de nuevo al llegar a calle Democracia y continua por la calle Brasil y Av. Pérez Galdós hasta girar hacia el sur por la calle Lorca. Aproximadamente en el cruce de Cuenca con Mosen Fenollar, se divide en dos brazales, uno hacia el este y el principal hacia el sur. El curso principal sigue paralelo a la Av. Gaspar Aguilar, para salir de nuevo en la zona de Patraix, donde quedan unos campos todavía en las traseras del Hospital Doctor Peset. Se entierra de nuevo para cruzar la Ronda Sur y pasar por delante del Cementerio de Valencia y por debajo del Tanatorio hasta llegar al Plan Sur, donde termina su recorrido por la izquierda. 
El brazal que se dirige hacia el mar, cruza bajo las vías de la Estación del Norte, y sigue enterrada por el Barrio de Malilla, dando riego a las parcelas comprendidas entre las vías de RENFE y la V-30, al sur del Barrio. Continua su recorrido hacia el sur por la Av. Ausias March desde Peris y Valero hasta la rotonda de los anzuelos, donde gira hacia el mar siguiendo por la Av. Gisbert Rico hasta llegar a Avenida de Amado Granell Mesado, Termina su trazado en la zona de En Corts, derramando sus caudales sobre la acequia de Rovella para dar el riego a la zona de Francos y Marjales comprendida entre la Ronda Sur y las vías de RENFE, en la partida de En Corts. Históricamente, los brazales por la izquierda también tenían como misión dar servicio de alcantarillado a los barrios extramuros de la ciudad de Valencia, arrastrando las aguas negras y haciéndolas servir para riego de los campos de Malilla y Fuente San Luis. Es probable que en el trazado subterráneo todavía haya conexiones de aguas residuales. Ver el trazado de Favara izquierda en Google Earth/Maps (enlace roto disponible en Internet Archive; véase el historial, la primera versión y la última).

## Ramal derecho
Que llamaremos Favara Derecha, parte del Azud del Repartiment y discurre junto a la V-30 por la margen derecha. Al pasar junto a la depuradora de Quart-Benager se le aportan caudales procedentes de las aguas depuradas, y continúa su recorrido hasta llegar a la Alquería Nueva, donde se le pueden aportar también caudales procedentes de la depuradora de Pinedo. Aquí recupera su cauce el trazado tradicional, girando hacia el sur cuando cruza el camino viejo de Picasent, comenzando su amplia zona regable, de huertas y arbolados, por términos de Alfafar, Benetúser, Masanasa y Catarroja, hasta llegar a los arrozales de la Albufera. A la altura del barranco de Catarroja recibe los sobrantes que proceden de la acequia de Quart-Benager. Su zona regable termina por el sur en el barranco de Albal, donde comienza la de la Acequia Real del Júcar. Ver el trazado de Favara derecha en Google Earth/Maps (enlace roto disponible en Internet Archive; véase el historial, la primera versión y la última).